# Младежко
 Тази статия е за селото в Югоизточна България.  За защитената местност близо до него вижте Младежко (защитена местност).  
Младежко е село в Югоизточна България. То се намира в община Малко Търново, област Бургас.

## География
Намира се на 32 km от общинския център Малко Търново и на 54 km южно от областния център Бургас. Разположено е в непосредствена близост до изворите на река Младежка. В района на селото могат да се видят Леярниците – пещери, които са обитавани в Античността. На 1,5 км западно от село Младежко са останките на най-голямата късноантична крепост за българска Странджа – Голямото кале. До забележителностите на селото се стига чрез мрежа от маркирани пътеки, част от действащи пешеходни и смесени маршрути.

## История
Неоспорими сведения, които да подсказват кога и как е било създадено селото, липсват, но намерените останки от късноантично селище говорят за неговия древен произход. През 19 и началото на 20 век селото носи името „Карамлък“ („Тъмна река“). До 1829 година е населено само с българи, малко по-късно се заселват и турци. До Освобождението през 1878 година населението било смесено – турци и българи. По времето на Балканските войни и след тях в село Младежко се настаняват бежанци от Одринска Тракия.
Под името „Тъмна река“ селото съществува от 1934 до 1958 година, когато се преименува на „Младежко“ в чест на младежите, построили шосето по течението на реката.

## Население

### Етнически състав
Преброяване на населението през 2011 г.
Численост и дял на етническите групи според преброяването на населението през 2011 г.:
|                     | Численост |
| Общо                | 30        |
| Българи             | -         |
| Турци               | -         |
| Цигани              | -         |
| Други               | -         |
| Не се самоопределят | -         |
| Неотговорили        | 28        |

## Културни и природни забележителности
- Малкото кале и Голямото кале – останки на древни крепости
- Природна забележителност „Пещери и извори на река Младежка“
- Защитена местност „Босна“

## Редовни събития
Село Младежко отбелязва своя празник в деня на Голяма Богородица – 28 август.